# Route Jolie vers l'Ardenne

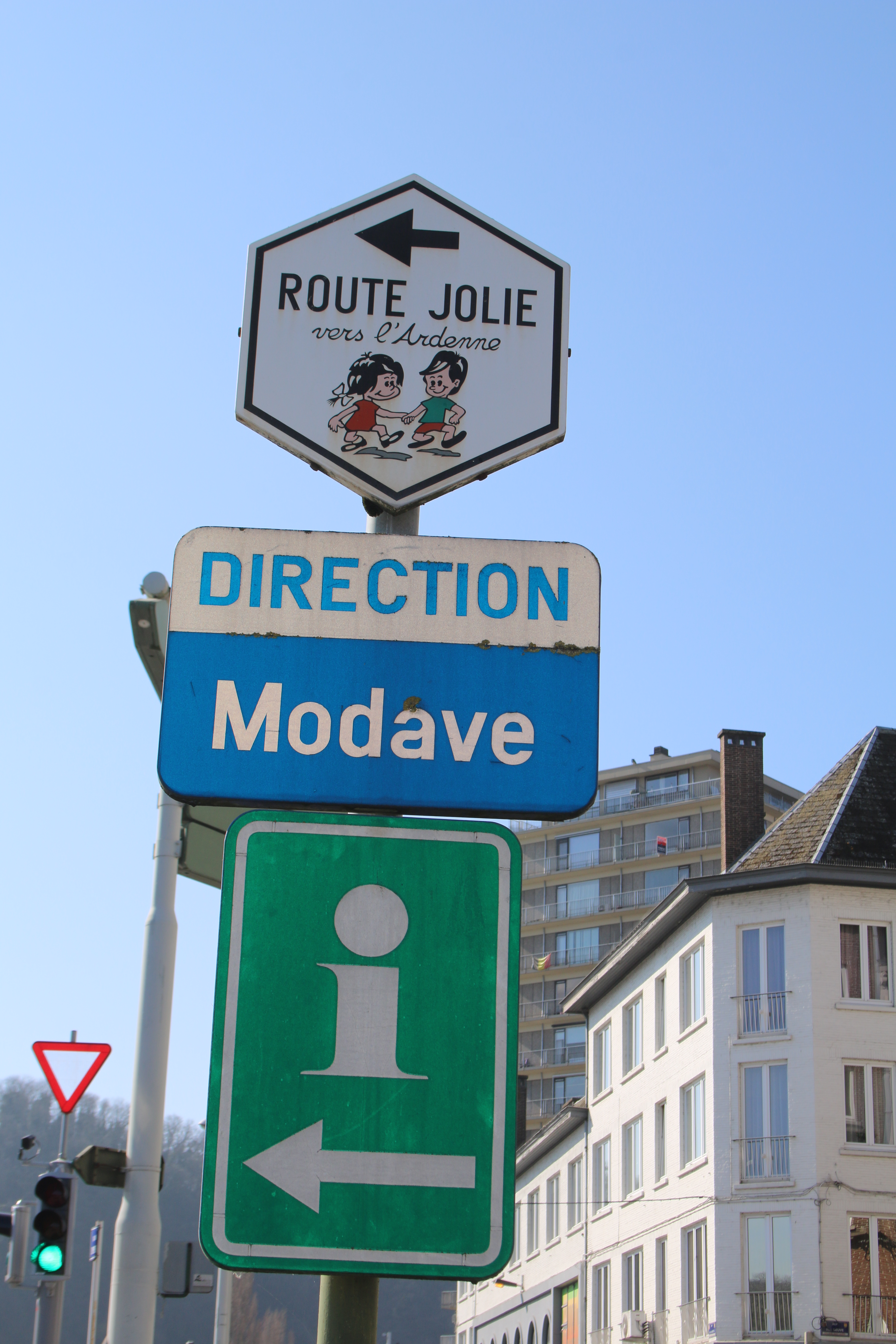

De Route Jolie vers l'Ardenne is een bewegwijzerde toeristische autoroute in Wallonië. De 96 kilometer lange route is bewegwijzerd met zeshoekige borden. De route loopt van Hannuit of Borgworm via Haspengouw en de Condroz richting Ardennen. De route doorkruist Jehay, Amay, Hoei, Modave, Hamoir.